# جزيرة هاور
جزيرة هاور وهي جزيرة من جزر إندونيسيا، وتتبع مدينة كوتابارو في إقليم كليمنتان الجنوبية في إندونيسيا.